# Автоматично оръдие
Автоматичното оръдие е артилерийско оръдие за стрелба с право мерене по наземни, брегови и морски цели, а също така за стрелба по въздушни цели, презареждането на което и произвеждането на поредния изстрел се осъществява автоматично (за сметка на енергията на барутните газове или други източници), т.е. без участието на човек, а само под негов контрол.
Влизат в състава на войсковата артилерия на сухопътните сили в повечето държави по света, а също така в състава на морската (корабна и брегова) артилерия, артилерията на войските на противовъздушната отбрана, а също така може да се намира на въоръжение на летателни апарати и бронетанкова техника.
Имат дълъг ствол (40 – 80 калибра), малка далечина на стрелбата (няколко километра за малокалибрените оръдия, които са преобладаващото мнозинство автоматични оръдия) и висока началната скорост на снаряда (над 700 метра в секунда).
Калибърът на съвременните автоматични оръдия може да бъде от 20 mm (20 mm FlaK 30) до 130 mm (АК-130), а масата на снаряда може да съставлява от 100 грама до няколко килограма. Според количеството на стволовете могат да бъдат едностволни, сдвоени, четиристволни, многостволни.
Автоматичното оръдие има висока скорострелност, до няколко хиляди изстрела в минута. От него може да се води както автоматична стрелба, така и стрелба с единични изстрели. Подаването на припасите за автоматичното оръдие се осъществява от пълнители или гъвкави ленти.
Първите автоматични оръдия се появяват в края на XIX век и често представляват увеличени версии на картечници в нови калибри, като след това получават широко разпространение във въоръжените сили на повечето държави.
За изобретател на първото автоматично оръдие се смята Хайръм Максим, създателят на първата в света картечница.